# Лейпхарт, Аренд
Аренд Лейпхарт (англ. Arend d'Angremond Lijphart; родился 17 августа 1936 года) — американский политолог голландского происхождения, профессор политических наук Калифорнийского университета в Сан-Диего, специалист в области сравнительных политических исследований.

## Образование
Образование получил в Principia-колледже (бакалавр, 1958) и Йельском университете (доктор, 1963).

## Научный вклад
Автор наиболее полной типологии политических режимов, основанной на институциональных признаках. На основе эмпирических исследований опыта политического развития Австрии, Бельгии, Канады, Нидерландов и Швейцарии Лейпхарт поставил под сомнение типологию политических систем Габриэля Алмонда, связанную, главным образом, гомогенными либо гетерогенными политическими культурами. Если для англо-американских систем характерна однородность, то европейские континентальные системы, по Лейпхарту, отличаются фрагментарностью политической культуры, что может выступать фактором политической нестабильности в обществе. Автор концепции консоциональной демократии.

## Книги
- 1977 — «Democracy in Plural Societies: A Comparative Exploration»
  - Демократия в многосоставных обществах. Сравнительное исследование. / Пер. с англ. Б. И. Макаренко. Науч. ред. пер. А. М. Салмин, Г. В. Каменская. — М. : Аспект-пресс, 1997. — 286,[1] с. — ISBN 5-7567-0208-3
- 1984 — «Democracies: Patterns of Majoritarian & Consensus Government in Twenty-one Countries» («Демократии: типы мажоритарного и консенсусного правления в двадцати одной стране»)

## Признание и награды
- 1989 год — действительный член Американской академии искусств и наук[2]
- 1995—1996 годах — президент Американской ассоциации политической науки[2]
- 1997 год — лауреат премии Юхана Шютте в политических науках[3]